# Hermeville
Hermeville is een gemeente in het Franse departement Seine-Maritime (regio Normandië) en telt 365 inwoners (2004). De plaats maakt deel uit van het arrondissement Le Havre.

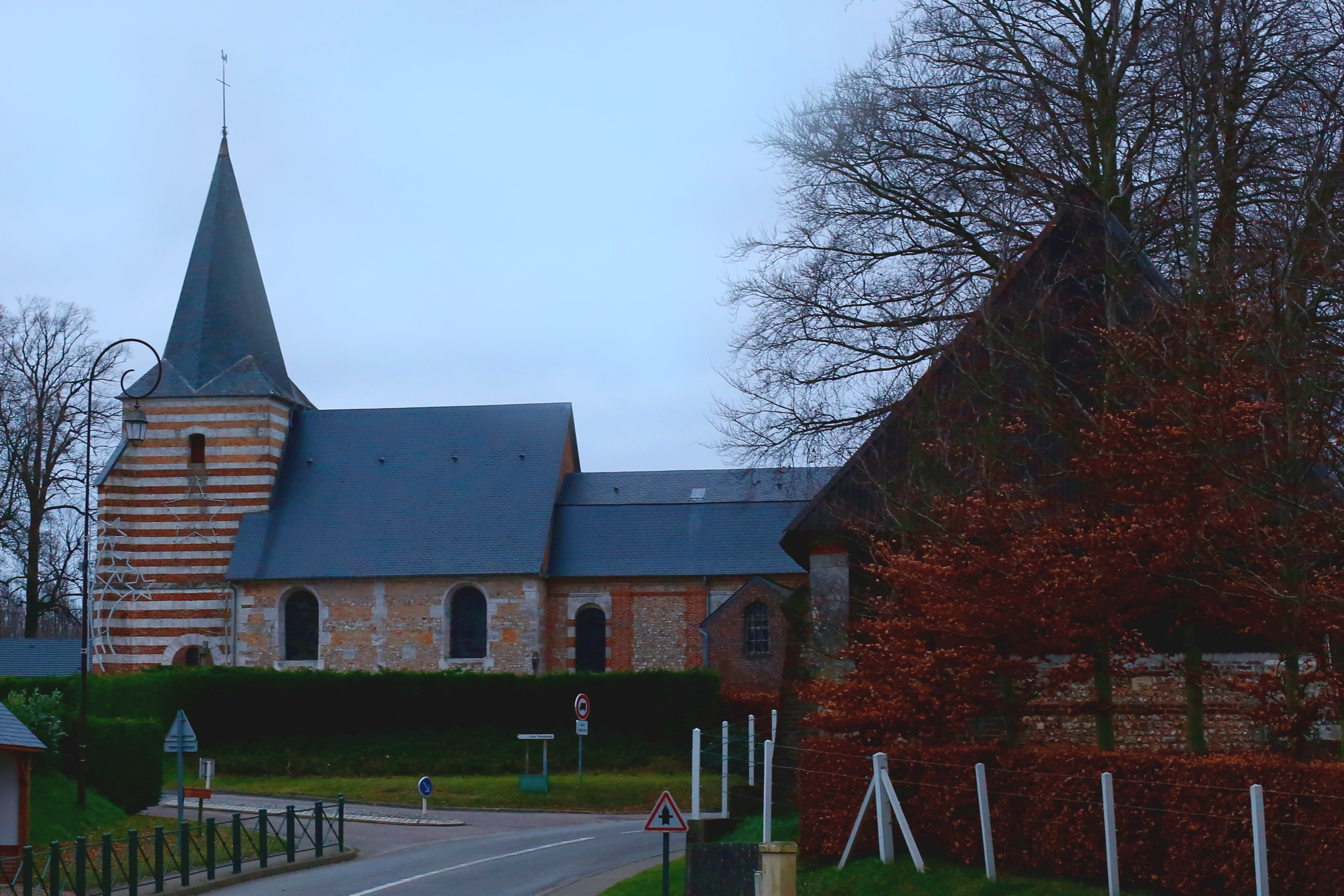
Église Saint-Pierre

## Geografie
De oppervlakte van Hermeville bedraagt 3,8 km², de bevolkingsdichtheid is 96,1 inwoners per km².
De onderstaande kaart toont de ligging van Hermeville met de belangrijkste infrastructuur en aangrenzende gemeenten.

## Bezienswaardigheden
- De Église Saint-Pierre

## Demografie
Onderstaande figuur toont het verloop van het inwonertal (bron: INSEE-tellingen).